# G・むにょ
G・むにょは、日本のイラストレーター・漫画家。

## 作品リスト

### イラスト
- 殺×愛 -きるらぶ- （風見周著、富士見ファンタジア文庫）
- 絶望系 閉じられた世界 （谷川流著、電撃文庫）
- 委員長はヴァンパイア! あなたとハーフムーン （羽沢向一著、美少女文庫）

### 漫画
- いつでも弱酸性。 （「電撃「マ）王」連載 - 未完。全1巻）

### ゲーム
- グリンスヴァールの森の中 〜成長する学園〜（ソフトハウスキャラ）